# Legnava
Legnava es un municipio del distrito de Stará Ľubovňa en la región de Prešov, Eslovaquia, con una población estimada a final del año 2024 de 87 habitantes.
Se encuentra ubicado al noroeste de la región, cerca del río Poprad (cuenca hidrográfica del río Vístula) y de la frontera con  Polonia.

## Demografía
| Año        | 1994 | 2004     | 2014     | 2024     |
| ---------- | ---- | -------- | -------- | -------- |
| Población  | 193  | 146      | 117      | 87       |
| Diferencia |      | −24,35 % | −19,86 % | −25,64 % |

| Año        | 2023 | 2024    |
| ---------- | ---- | ------- |
| Población  | 90   | 87      |
| Diferencia |      | −3,33 % |